# Вологодская духовная семинария
Вологодская духовная семинария — высшее православное духовное учебное заведение Вологодской епархии Русской православной церкви. В 1730—1918 годах действовала как среднее учебное заведение.

## История
Берёт своё начало от архиерейской школы, которая открылась в 1724 году по решению епископа Павла. Однако через год она была закрыта из-за недостатка финансирования. В 1730 году в Вологде епископом Афанасием (Кондоиди) открыта «Славяно-латинская школа» по духовному регламенту Петра I. Позднее она была переименована в духовную семинарию. В документах именовалась школой и словено-латинской семинарией. Эта школа предназначалась для детей духовенства и готовила будущих служителей церкви.
Сначала в ней насчитывалось 2 учителя и 26 учеников. Первоначально семинария располагалась в apxиepeйском доме, с 1798 года была переведена в здание (где сейчас один из корпусов Технического университета, ул. Ленина, 15), принадлежавшее первоначально Кирилло-Белозерскому монастырю и служившее для склада соли (с 1472 года); однако духовная семинария переместилась сюда только около 1810—1813 годов.

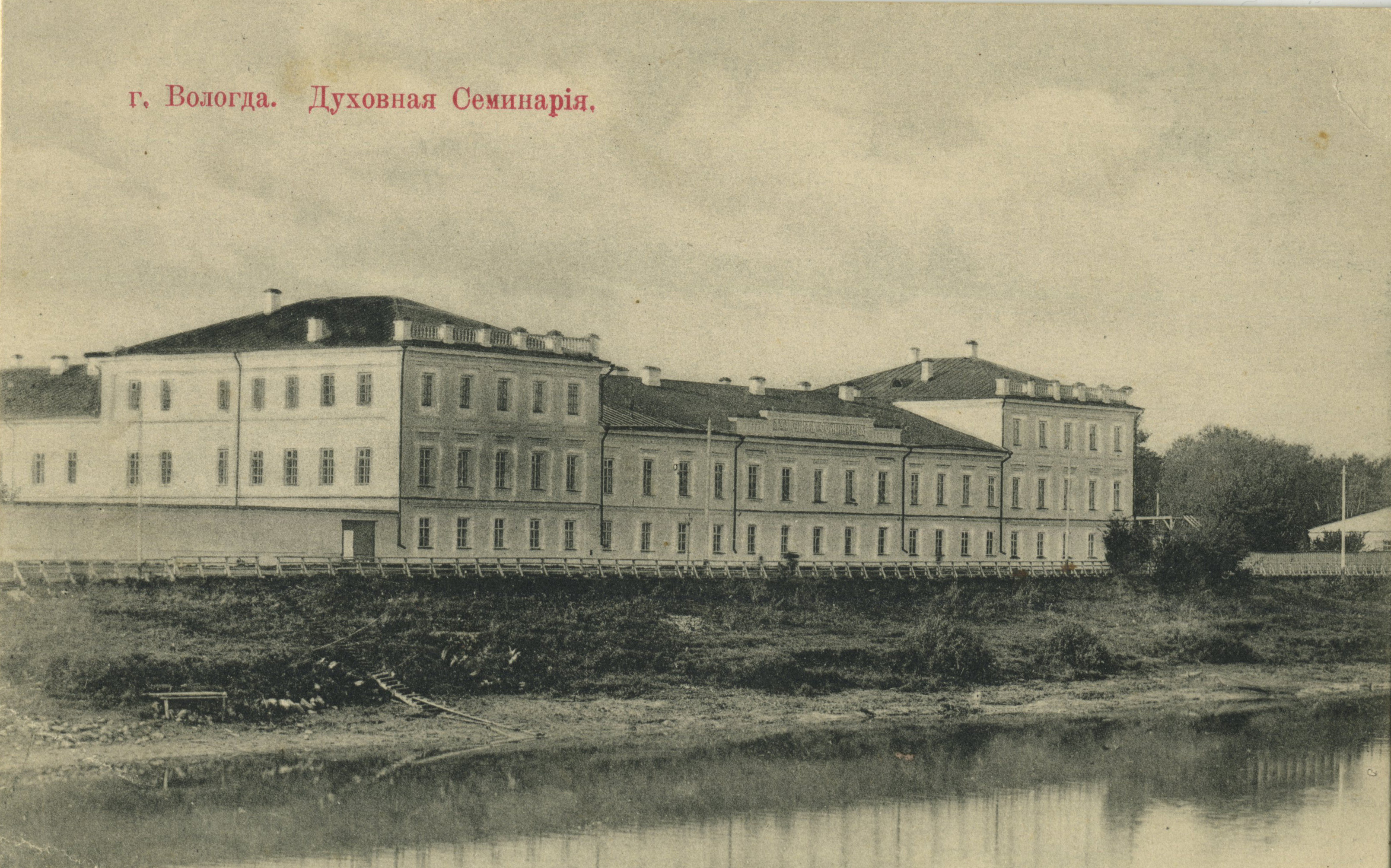
Вологодская духовная семинария

Первыми учителями были «ученик Московской славяно-греко-латинской академии Иван Толмачев и студент Киевской академии Н. Г. Соколовский». С 1740-х годов наиболее способных учеников стали посылать в столичные академии для подготовки «к учительскому званию». По-видимому, первым учителем-вологжанином был Иван Ключарев, окончивший Московскую славяно-греко-латинскую академию в 1751 году и преподававший философию.
В 1808 году младшие четыре класса духовной семинарии были отделены в самостоятельное духовное училище (сейчас это здание вечерней школы № 1, ул. Орлова, 1). Библиотека семинарии считалась самым крупным книгохранилищем Севера России.
В 1918 году, одновременно с упразднением монастырей, были закрыты Вологодская духовная семинария, духовное училище и епархиальное женское училище.
В том же году в Вологде были учреждены пастырско-богословские курсы для студентов старших курсов упразднённой семинарии, которые действовали до начала 1920-х годов.
В 1921—1924 годы в Вологде действовали пастырская школа для подготовки кандидатов на принятие священного сана.
Попытка возобновить деятельность духовной школы или организовать богословские курсы, предпринятая в 1928 году, окончилась безуспешно.
25 октября 1990 года Священный Синод благословил открытие Духовного училища при Вологодском епархиальном управлении 25 декабря 2014 года решением Священного Синода Русской православной церкви Вологодское духовное училище было преобразовано в Вологодскую духовную семинарию.
4 апреля 2022 года Вологодская духовная семинария получила государственную лицензию на ведение образовательной деятельности по программе ФГОС 48.03.01 «Теология» (бакалавриат). 8 декабря 2023 года Федеральная служба по надзору в сфере образования и науки выдала семинарии государственную аккредитацию в отношении уровня высшего образования по направлению 48.03.01 «Теология». В результате студенты семинарии, которые обучаются на бакалаврской программе 48.03.01 Теология, по окончании учебного заведения получат дипломы государственного образца.

## Ректоры
- 1775—1792 — Иакинф (Карпинский)
- 26 января 1800—1810 — Амвросий (Рождественский-Вещезеров)
- 1810—1814 — Феофилакт (Ширяев)
- 11 сентября 1814—1819 — Гавриил (Розанов)
- 21 февраля 1821—1833 — Евтихиан (Лестев)
- 25 января 1833—1838 — Феогност (Лебедев)
- 4 октября 1846—1849 — Адриан (Тяжёлов)
- 6 октября 1860—1864 — Ионафан (Руднев)
- 31 марта 1864 — 13 марта 1867 — Полиевкт (Пясковский)
- 6 февраля 1867—1868 — Павел (Попов)
- 30 октября 1868—1874 — Авраамий (Летницкий)
- 6 февраля 1867 — 31 августа 1868 — архимандрит Павел (Попов)
- 12 апреля 1875 — 7 октября 1887 — протоиерей Пётр Лосев
- 15 октября 1887 — 2 июня 1895 — протоиерей Иоанн Лебедев
- 28 июля 1895 — 16 ноября 1896 — архимандрит Василий (Лузин)
- 15 ноября 1896 — 27 сентября 1897 — архимандрит Арсений (Тимофеев)
- 4 октября 1897 — 21 марта 1906 — протоиерей Александр Агрономов
- 15 июня 1906 — 19 октября 1916 — протоиерей Николай Малиновский
- 19 октября 1916—1918 — протоиерей Николай Кибардин

после возобновления деятельности
- 25 декабря 2014 — 26 декабря 2019 — митрополит Игнатий (Депутатов)
- с 26 декабря 2019 — протоиерей Алексий Ольховников

## Известные выпускники
- Бромцев, Феодор Борисович (вып. 1793) — архимандрит Русской православной церкви.
- Александр Степанович Жиряев (вып. 1832) — учёный-криминолог.
- Руфин Иванович Ржаницын (вып. 1834) — архиепископ, ректор Московской духовной академии.
- Павел Иванович Савваитов — историк, лингвист, член-корреспондент Академии наук.
- Николай Иванович Суворов (вып. 1836) — историк церкви, краевед, археолог.
- Сергий Мармарисов (вып. 1834) — архимандрит Свято-Троицкого Селенгинского монастыря РПЦ.
- Георгий Иванович Попов (вып. 1846) — архимандрит, настоятель Русской посольской церкви в Риме.
- Василий Иванович Сиротин (вып. 1850) — поэт-сатирик.
- Иван Александрович Кратиров (вып. 1860) — епископ.
- Александр Николаевич Монастырёв (вып. 1860) — адвокат.
- Николай Никанорович Глубоковский (вып. 1884) — профессор СПбДА, член-корреспондент Академии наук.
- Анатолий Алексеевич Спасский (вып. 1886) — профессор МДА по кафедре Истории Древней церкви, доктор церковной истории.
- Степан Николаевич Клочков (вып. 1891) — член III Государственной думы.
- Дмитрий Степанович Белянкин (вып. 1897) — геолог.

## Известные преподаватели
- Николай Иванович Суворов (1816—1896) — историк церкви, краевед Вологодской области, археолог.
- Иван Николаевич Суворов (1860—1926) — историк, палеограф, краевед, архивист, сын Н. И. Суворова.
- Николай Семёнович Шайжин (1879—1950) — российский учёный-этнограф, фольклорист, педагог.